# 和竿
和竿（わかん・わざお・わさお）とは、釣りに用いられる釣り竿の中で、日本独自の製法で作られた竹竿を指す分類である。

## 概要
和竿という分類は明治時代以降、西洋から竹を縦に裂いて再接着して製造する竿が紹介され、それら西洋の竿（洋竿）と区別するために、和の竿（和竿）という呼称が用いられ定着した。また、当時の日本の釣り竿の殆どが竹竿であったため、日本で作られる竹竿全般を指すこともある。

### 和竿の定義
西洋から持ち込まれた竹竿と区別するために作られた言葉であることから、明治時代初期までに日本で作られた竿は全て和竿と言える。また、当時の釣り竿の多くは竹で作られていたことや、漆塗りが施されていたことなどから、丸竹（縦に裂いて加工していない竹）と絹糸や漆などを用いて作られる竿のみを指すこともある。
一方で、素材の一部にガラス繊維強化プラスチック（グラス）や炭素繊維強化プラスチック（カーボン）を用いる合成竿や、リールを固定するリールシートを取り付けた竿は、明治時代以前の伝統的な和竿と区別されることがあるが、現在の海釣り用の和竿の多くは穂先まで竹で作られているものは少なく、リールシートが取り付けられているものが主流である。さらに布袋竹のノベ竿のように、継ぎ竿が普及するまで広く用いられてきた伝統的な釣り竿は一般的に和竿に含まれない。このように和竿の定義は明確ではなく、時代・地域・用途によって和竿の範囲が変化することに留意したい。

### 材質
和竿の主な材料は竹であるが、竿の産地や使用目的によって様々な竹が用いられる。例えば江戸和竿では矢竹、布袋竹、淡竹、真竹、スズ竹などが竿の部分毎に使い分けられている他、採取する時期や場所によっても細かく分類されている。また、穂先などにクジラのひげを用いるほか、強度を増すために絹糸や漆が使われ、一部の竿では真鍮の管を用いることもある。近年では海釣り用の竿の穂先はグラスやカーボンを用いるのが一般的であるほか、ヘラブナ竿も竹とグラス・カーボンを組み合わせた合成竿が存在する。

### 和竿の主な種類
- 江戸和竿
- 横浜竿
- 川口竿
- 郡上竿
- 紀州竿
- 庄内竿
- 加賀竿[1]
- 仙台釣竿 - 江戸初期から仙台藩で作られている[2]。